# Huguley
Huguley és una concentració de població designada pel cens dels Estats Units a l'estat d'Alabama. Segons el cens del 2000 tenia 2.953 habitants.

## Demografia
Segons el cens del 2000, Huguley tenia 2.953 habitants, 1.154 habitatges, i 850 famílies. La densitat de població era de 129,9 habitants/km².
Dels 1.154 habitatges en un 33,6% hi vivien nens de menys de 18 anys, en un 53,6% hi vivien parelles casades, en un 15,3% dones solteres, i en un 26,3% no eren unitats familiars. En el 23,1% dels habitatges hi vivien persones soles el 8,3% de les quals corresponia a persones de 65 anys o més que vivien soles. El nombre mitjà de persones vivint en cada habitatge era de 2,56 i el nombre mitjà de persones que vivien en cada família era de 3,01.
Per edats la població es repartia de la següent manera: un 25,8% tenia menys de 18 anys, un 9,5% entre 18 i 24, un 28,5% entre 25 i 44, un 25% de 45 a 60 i un 11,2% 65 anys o més.
L'edat mediana era de 36 anys. Per cada 100 dones hi havia 94,8 homes. Per cada 100 dones de 18 o més anys hi havia 89,4 homes.
La renda mediana per habitatge era de 28.475 $ i la renda mediana per família de 33.015 $. Els homes tenien una renda mediana de 27.826 $ mentre que les dones 20.230 $. La renda per capita de la població era de 15.144 $. Aproximadament el 12,1% de les famílies i el 15,2% de la població estaven per davall del llindar de pobresa.

## Poblacions més properes
El següent diagrama mostra les poblacions més properes.